# Bryn Vaile
Philip Bryn Vaile, MBE (* 16. August 1956 in London) ist ein ehemaliger britischer Segler.

## Erfolge
Bryn Vaile nahm an den Olympischen Spielen 1988 in Seoul mit Michael McIntyre in der Bootsklasse Star teil. Mit zwei Siegen in insgesamt sieben Wettfahrten und 45,7 Gesamtpunkten schlossen sie die Regatta mit 2,3 Punkten vor den US-Amerikaner Mark Reynolds und Hal Haenel sowie Nelson Falcão und Torben Grael aus Brasilien ab, womit sie Olympiasieger wurden.
Für seinen Olympiaerfolg wurde er zum Member des Order of the British Empire ernannt. Vaile ist verheiratet und hat zwei Kinder.